# IPYS Venezuela
El Instituto Prensa y Sociedad Venezuela, a veces resumido simplemente como IPYS Venezuela, es una organización no gubernamental venezolana dedicada al monitoreo y la investigación de la libertad de expresión y del derecho a la información en el país.

## Historia
La organización se fundó el 6 de mayo de 2002 por iniciativa de un grupo de periodistas venezolanos inspirados en el trabajo del Instituto Prensa y Sociedad de Perú. IPYS Venezuela fue fundada con la intención de atender y documentar casos de intimidación amenaza y violencia que afectasen el ejercicio del periodismo en Venezuela. Según la Red Global de Periodismo de Investigación, IPYS Venezuela ha promovido una red de periodistas de investigación en Venezuela.La Asociación para el Progreso de las Comunicaciones dice que el grupo monitorea ciberataques contra prensa digital y cortes de internet en Venezuela.
Durante las elecciones parlamentarias de Venezuela de 2020, IPYS Venezuela investigó la desinformación generada por el gobierno de Nicolás Maduro, según el Comité para la Protección de los Periodistas.
El 11 de julio de 2024, en vísperas de las elecciones presidenciales de Venezuela el mismo año, el sitio web de la organización fue uno de los múltiples portales web bloqueados por las principales operadoras de Internet en el país.

## Premios
En 2007, IPYS Venezuela ganó el Premio a la Democracia de la Fundación Nacional para la Democracia.